# Super Rugby 2014
Il Super Rugby 2014 (o Super 15 2014) fu la 19ª edizione del Super Rugby SANZAR, torneo professionistico di rugby a 15 che si disputa su base annuale tra squadre di club delle federazioni australiana, neozelandese e sudafricana.
Composto interamente di franchise, esso si tenne tra febbraio e agosto 2014, e vide il ritorno dei Lions, che nell'agosto 2013 sconfissero nel doppio incontro di spareggio gli ultimi classificati della conference sudafricana, i Southern Kings, i quali a loro volta si erano qualificati proprio a spese dei Lions, ultimi nel Super Rugby 2012.
Si trattò, comunque, dell'ultimo spareggio tra due squadre del Sudafrica, in quanto a settembre 2013 fu decisa l'espansione, a partire dall'edizione 2016, a sei franchise provenienti da tale Paese con relativo congelamento della composizione del Super Rugby anche per la stagione 2015 e abolizione dello spareggio.
La formula prevedeva che ogni squadra giocasse contro tutte quelle del suo Paese in gare di andata e ritorno (8 incontri), quattro incontri interni contro altrettante squadre di una delle altre due conference e quattro esterni presso le squadre dell'altra conference, per un totale di 16 incontri; le squadre qualificate ai playoff furono le prime classificate di ogni conference più le tre squadre con il migliore punteggio indipendentemente dalla conference stessa, con un seeding da 1 a 3 (le prime) e da 4 a 6 (le altre), sempre in ragione del punteggio.
Tutti gli incontri di playoff si svolsero in gara unica in casa della squadra con il seeding più alto.

## Squadre partecipanti e ambiti territoriali
| Paese         | Squadra       | Sede           | Area                                                                                                  |
| ------------- | ------------- | -------------- | --- |
| Australia     | Brumbies      | Canberra       | Territorio della Capitale Australiana più il New South Wales meridionale                              |
| Australia     | Rebels        | Melbourne      | Stato di Victoria                                                                                     |
| Australia     | Reds          | Brisbane       | Stato del Queensland                                                                                  |
| Australia     | Waratahs      | Sydney         | Stato del Nuovo Galles del Sud centrale e occidentale                                                 |
| Australia     | Western Force | Perth          | Stato dell'Australia Occidentale                                                                      |
| Nuova Zelanda | Blues         | Auckland       | Penisola di Northland e la regione di Auckland centrale e settentrionale                              |
| Nuova Zelanda | Chiefs        | Hamilton       | I distretti di Waikato, Tauranga, Rotorua e New Plymouth, oltre la parte meridionale di Auckland      |
| Nuova Zelanda | Crusaders     | Christchurch   | Le regioni di Canterbury, Tasman, Nelson, West Coast e Marlborough                                    |
| Nuova Zelanda | Highlanders   | Dunedin        | I distretti di Otago e Southland                                                                      |
| Nuova Zelanda | Hurricanes    | Wellington     | I distretti di Wellington, Palmerston North e Napier                                                  |
| Sudafrica     | Bulls         | Pretoria       | East Rand e la provincia del Limpopo                                                                  |
| Sudafrica     | Cheetahs      | Bloemfontein   | Free State e la provincia del Capo Settentrionale                                                     |
| Sudafrica     | Lions         | Johannesburg   | L'area metropolitana di Johannesburg, il Gauteng meridionale, Mpumalanga e la provincia del Nordovest |
| Sudafrica     | Sharks        | Durban         | KwaZulu-Natal                                                                                         |
| Sudafrica     | Stormers      | Città del Capo | L'area metropolitana di Città del Capo più i distretti di Cape Winelands, West Coast e Overberg       |

## Stagione regolare

### Risultati
|           | 1ª giornata      |       |
| --------- | ---------------- | ----- |
| 15-2-2014 | Cheetahs — Lions | 20–21 |
| 15-2-2014 | Sharks — Bulls   | 31–16 |
| rip.      | tutte le altre   |       |
|           |                  |       |
|           |                  |       |
|           |                  |       |
|           |                  |       |
|           |                  |       |

|          | 4ª giornata           |       |
| -------- | --------------------- | ----- |
| 7-3-2014 | Hurricanes — Brumbies | 21–29 |
| 7-3-2014 | Reds — Cheetahs       | 43–33 |
| 8-3-2014 | Crusaders — Stormers  | 14–13 |
| 8-3-2014 | Force — Rebels        | 32–7  |
| 8-3-2014 | Bulls — Blues         | 38–22 |
| 8-3-2014 | Sharks — Lions        | 37–23 |
| rip.     | Chiefs, Highlanders   |       |
|          | Waratahs              |       |

|           | 7ª giornata            |       |
| --------- | ---------------------- | ----- |
| 28-3-2014 | Crusaders — Hurricanes | 26-29 |
| 28-3-2014 | Rebels — Brumbies      | 32-24 |
| 29-3-2014 | Blues — Highlanders    | 30-12 |
| 29-3-2014 | Reds — Stormers        | 22-17 |
| 29-3-2014 | Bulls — Chiefs         | 34-34 |
| 29-3-2014 | Sharks — Waratahs      | 32-10 |
| rip.      | Cheetahs, Force        |       |
|           | Lions                  |       |

|           | 10ª giornata          |       |
| --------- | --------------------- | ----- |
| 18-4-2014 | Hurricanes — Blues    | 39-20 |
| 18-4-2014 | Rebels — Force        | 22-16 |
| 19-4-2014 | Chiefs — Crusaders    | 17-18 |
| 19-4-2014 | Waratahs — Bulls      | 19-12 |
| 19-4-2014 | Sharks — Cheetahs     | 19-8  |
| 19-4-2014 | Stormers — Lions      | 18-3  |
| rip.      | Brumbies, Highlanders |       |
|           | Reds                  |       |

|           | 13ª giornata        |       |
| --------- | ------------------- | ----- |
| 9-5-2014  | Chiefs — Blues      | 32-20 |
| 9-5-2014  | Rebels — Hurricanes | 15-25 |
| 10-5-2014 | Highlanders — Lions | 23-22 |
| 10-5-2014 | Brumbies — Sharks   | 16-9  |
| 10-5-2014 | Cheetahs — Force    | 16-23 |
| 10-5-2014 | Bulls — Stormers    | 28-12 |
| 11-5-2014 | Reds — Crusaders    | 29-57 |
| rip.      | Waratahs            |       |

|           | 16ª giornata       |       |
| --------- | ------------------ | ----- |
| 30-5-2014 | Crusaders — Force  | 30-7  |
| 30-5-2014 | Reds — Highlanders | 38-31 |
| 31-5-2014 | Chiefs — Waratahs  | 17-33 |
| 31-5-2014 | Blues — Hurricanes | 37-24 |
| 31-5-2014 | Brumbies — Rebels  | 37-10 |
| 31-5-2014 | Lions — Bulls      | 32-21 |
| 31-5-2014 | Sharks — Stormers  | 19-21 |
| rip.      | Cheetahs           |       |

|           | 19ª giornata            |       |
| --------- | ----------------------- | ----- |
| 11-7-2014 | Blues — Chiefs          | 8-11  |
| 11-7-2014 | Brumbies — Force        | 47-25 |
| 11-7-2014 | Bulls — Rebels          | 40-7  |
| 12-7-2014 | Crusaders — Highlanders | 34-8  |
| 12-7-2014 | Reds — Waratahs         | 3-34  |
| 12-7-2014 | Lions — Cheetahs        | 60-25 |
| 12-7-2014 | Stormers — Sharks       | 10-34 |
| rip.      | Hurricanes              |       |

|           | 2ª giornata         |       |
| --------- | ------------------- | ----- |
| 21-2-2014 | Crusaders — Chiefs  | 10–18 |
| 21-2-2014 | Cheetahs — Bulls    | 15–9  |
| 22-2-2014 | Highlanders — Blues | 29–21 |
| 22-2-2014 | Brumbies — Reds     | 17–27 |
| 22-2-2014 | Sharks — Hurricanes | 27–9  |
| 22-2-2014 | Lions — Stormers    | 34–10 |
| 23-2-2014 | Waratahs — Force    | 43–21 |
| rip.      | Rebels              |       |

|           | 5ª giornata           |       |
| --------- | --------------------- | ----- |
| 14-3-2014 | Chiefs — Stormers     | 36–20 |
| 14-3-2014 | Rebels — Crusaders    | 19–25 |
| 15-3-2014 | Hurricanes — Cheetahs | 60–27 |
| 15-3-2014 | Highlanders — Force   | 29–31 |
| 15-3-2014 | Brumbies — Waratahs   | 28–23 |
| 15-3-2014 | Lions — Blues         | 39–36 |
| 15-3-2014 | Sharks — Reds         | 35–20 |
| rip.      | Bulls                 |       |

|          | 8ª giornata          |       |
| -------- | -------------------- | ----- |
| 4-4-2014 | Highlanders — Rebels | 33-30 |
| 4-4-2014 | Brumbies — Blues     | 26-9  |
| 5-4-2014 | Hurricanes — Bulls   | 25-20 |
| 5-4-2014 | Reds — Force         | 29-32 |
| 5-4-2014 | Cheetahs — Chiefs    | 43-43 |
| 5-4-2014 | Lions — Crusaders    | 7-28  |
| 5-4-2014 | Stormers — Waratahs  | 11-22 |
| rip.     | Sharks               |       |

|           | 11ª giornata         |       |
| --------- | -------------------- | ----- |
| 25-4-2014 | Blues — Waratahs     | 21-13 |
| 25-4-2014 | Brumbies — Chiefs    | 41-23 |
| 25-4-2014 | Sharks — Highlanders | 18-34 |
| 26-4-2014 | Hurricanes — Reds    | 35-21 |
| 26-4-2014 | Force — Bulls        | 15-9  |
| 26-4-2014 | Cheetahs — Stormers  | 35-22 |
| rip.      | Crusaders, Lions     |       |
|           | Rebels               |       |

|           | 14ª giornata             |       |
| --------- | ------------------------ | ----- |
| 16-5-2014 | Hurricanes — Highlanders | 16-18 |
| 17-5-2014 | Crusaders — Sharks       | 25-30 |
| 17-5-2014 | Reds — Rebels            | 27-30 |
| 17-5-2014 | Stormers — Force         | 24-8  |
| 17-5-2014 | Cheetahs — Brumbies      | 27-21 |
| 18-5-2014 | Waratahs — Lions         | 41-13 |
| rip.      | Blues, Bulls             |       |
|           | Chiefs                   |       |

|           | 17ª giornata           |       |
| --------- | ---------------------- | ----- |
| 27-6-2014 | Highlanders — Chiefs   | 29-25 |
| 27-6-2014 | Rebels — Reds          | 20-36 |
| 28-6-2014 | Hurricanes — Crusaders | 16-9  |
| 28-6-2014 | Waratahs — Brumbies    | 39-8  |
| 28-6-2014 | Force — Blues          | 14-40 |
| rip.      | Bulls, Cheetahs        |       |
|           | Lions, Sharks          |       |
|           | Stormers               |       |

|           | 3ª giornata           |       |
| --------- | --------------------- | ----- |
| 28-2-2014 | Blues — Crusaders     | 35–24 |
| 28-2-2014 | Rebels — Cheetahs     | 35–14 |
| 28-2-2014 | Stormers — Hurricanes | 19–18 |
| 1-3-2014  | Chiefs — Highlanders  | 21–19 |
| 1-3-2014  | Waratahs — Reds       | 32–5  |
| 1-3-2014  | Force — Brumbies      | 14–27 |
| 1-3-2014  | Bulls — Lions         | 25–17 |
| rip.      | Sharks                |       |

|           | 6ª giornata              |       |
| --------- | ------------------------ | ----- |
| 21-3-2014 | Highlanders — Hurricanes | 34-31 |
| 21-3-2014 | Waratahs — Rebels        | 32-8  |
| 22-3-2014 | Blues — Cheetahs         | 40-30 |
| 22-3-2014 | Brumbies — Stormers      | 25-15 |
| 22-3-2014 | Force — Chiefs           | 18-15 |
| 22-3-2014 | Lions — Reds             | 23-20 |
| 22-3-2014 | Bulls — Sharks           | 23-19 |
| rip.      | Crusaders                |       |

|           | 9ª giornata          |       |
| --------- | -------------------- | ----- |
| 11-4-2014 | Highlanders — Bulls  | 27-20 |
| 11-4-2014 | Reds — Brumbies      | 20-23 |
| 12-4-2014 | Chiefs — Rebels      | 22-16 |
| 12-4-2014 | Force — Waratahs     | 28-16 |
| 12-4-2014 | Cheetahs — Crusaders | 31-52 |
| 12-4-2014 | Lions — Sharks       | 12-25 |
| rip.      | Blues, Hurricanes    |       |
|           | Stormers             |       |

|          | 12ª giornata           |       |
| -------- | ---------------------- | ----- |
| 2-5-2014 | Blues — Reds           | 44-14 |
| 2-5-2014 | Rebels — Sharks        | 16-22 |
| 3-5-2014 | Crusaders — Brumbies   | 40-20 |
| 3-5-2014 | Chiefs — Lions         | 38-8  |
| 3-5-2014 | Waratahs — Hurricanes  | 39-30 |
| 3-5-2014 | Stormers — Highlanders | 29-28 |
| 3-5-2014 | Bulls — Cheetahs       | 26-21 |
| rip.     | Force                  |       |

|           | 15ª giornata            |       |
| --------- | ----------------------- | ----- |
| 23-5-2014 | Blues — Sharks          | 23-29 |
| 23-5-2014 | Rebels — Waratahs       | 19-41 |
| 24-5-2014 | Highlanders — Crusaders | 30-32 |
| 24-5-2014 | Hurricanes — Chiefs     | 45-8  |
| 24-5-2014 | Force — Lions           | 29-19 |
| 24-5-2014 | Stormers — Cheetahs     | 33-0  |
| 24-5-2014 | Bulls — Brumbies        | 44-23 |
| rip.      | Reds                    |       |

|          | 18ª giornata           |       |
| -------- | ---------------------- | ----- |
| 4-7-2014 | Chiefs — Hurricanes    | 24-16 |
| 4-7-2014 | Lions — Rebels         | 34-17 |
| 5-7-2014 | Crusaders — Blues      | 21-13 |
| 5-7-2014 | Force — Reds           | 30-20 |
| 5-7-2014 | Stormers — Bulls       | 16-0  |
| 5-7-2014 | Cheetahs — Sharks      | 27-20 |
| 6-7-2014 | Waratahs — Highlanders | 44-16 |
| rip.     | Brumbies               |       |

### Classifica
| OQF                      |    | Squadra       | G  | V  | N | P  | Bye | PF  | PS  | P±   | B  | Pt |
| ------------------------ | -- | ------------- | -- | -- | - | -- | --- | --- | --- | ---- | -- | -- |
| Australian Conference    |    |               |    |    |   |    |     |     |     |      |    |    |
|                          | 1  | Waratahs      | 16 | 12 | 0 | 4  | 0   | 481 | 272 | 209  | 10 | 58 |
|                          | 4  | Brumbies      | 16 | 10 | 0 | 6  | 0   | 412 | 378 | 34   | 5  | 45 |
|                          | 8  | Western Force | 16 | 9  | 0 | 7  | 0   | 343 | 393 | −50  | 4  | 40 |
|                          | 13 | Reds          | 16 | 5  | 0 | 11 | 0   | 374 | 493 | −119 | 8  | 28 |
|                          | 15 | Rebels        | 16 | 4  | 0 | 12 | 0   | 303 | 460 | −157 | 5  | 21 |
| New Zealand Conference   |    |               |    |    |   |    |     |     |     |      |    |    |
|                          | 2  | Crusaders     | 16 | 11 | 0 | 5  | 0   | 445 | 322 | 123  | 7  | 51 |
|                          | 5  | Chiefs        | 16 | 8  | 2 | 6  | 0   | 384 | 378 | 6    | 8  | 44 |
|                          | 6  | Highlanders   | 16 | 8  | 0 | 8  | 0   | 401 | 442 | −41  | 10 | 42 |
|                          | 7  | Hurricanes    | 16 | 8  | 0 | 8  | 0   | 439 | 374 | 65   | 9  | 41 |
|                          | 10 | Blues         | 16 | 7  | 0 | 9  | 0   | 419 | 395 | 24   | 9  | 37 |
| South African Conference |    |               |    |    |   |    |     |     |     |      |    |    |
|                          | 3  | Sharks        | 16 | 11 | 0 | 5  | 0   | 406 | 293 | 113  | 6  | 50 |
|                          | 9  | Bulls         | 16 | 7  | 1 | 8  | 0   | 365 | 335 | 30   | 8  | 38 |
|                          | 11 | Stormers      | 16 | 7  | 0 | 9  | 0   | 290 | 326 | −36  | 4  | 32 |
|                          | 12 | Lions         | 16 | 7  | 0 | 9  | 0   | 367 | 413 | −46  | 3  | 31 |
|                          | 14 | Cheetahs      | 16 | 4  | 1 | 11 | 0   | 372 | 527 | −155 | 6  | 24 |

## Fase a playoff
|  | Preliminari | Preliminari    | Preliminari    |  |  | Semifinali | Semifinali     | Semifinali     |  |  | Finale        | Finale        |  |  |  |  |
|  |             |                |                |  |  |            |                |                |  |  |               |               |  |  |  |  |
|  |             | 19 luglio 2014 |                |  |  |            |                |                |  |  |               |               |  |  |  |  |
|  | 4           | Brumbies       | 32             |  |  |            |                |                |  |  |               |               |  |  |  |  |
|  | 5           | Chiefs         | 30             |  |  |            | 26 luglio 2014 | 26 luglio 2014 |  |  |               |               |  |  |  |  |
|  |             |                |                |  |  | 1          | Waratahs       | 26             |  |  |               |               |  |  |  |  |
|  |             |                |                |  |  | 4          | Brumbies       | 8              |  |  | 2 agosto 2014 | 2 agosto 2014 |  |  |  |  |
|  |             |                |                |  |  |            |                |                |  |  | Waratahs      | 33            |  |  |  |  |
|  |             |                |                |  |  |            | 26 luglio 2014 | 26 luglio 2014 |  |  | Crusaders     | 32            |  |  |  |  |
|  |             |                |                |  |  | 2          | Crusaders      | 38             |  |  |               |               |  |  |  |  |
|  |             | 19 luglio 2014 | 19 luglio 2014 |  |  | 3          | Sharks         | 6              |  |  |               |               |  |  |  |  |
|  | 3           | Sharks         | 31             |  |  |            |                |                |  |  |               |               |  |  |  |  |
|  | 6           | Highlanders    | 27             |  |  |            |                |                |  |  |               |               |  |  |  |  |

Dalla fase a gironi si impose in maniera preponderante la Nuova Zelanda, che mandò tre proprie rappresentanti ai play-off: i Crusaders, vincitori della propria conference, gli Chiefs, campioni uscenti, e gli Highlanders; di esse, le ultime due, quinta e sesta del ranking generale, andarono ai preliminari mentre i Crusaders si piazzarono direttamente in semifinale, così come gli australiani Waratahs, dominatori della loro conference e prima assoluta nel ranking; i connazionali Brumbies andarono invece ai preliminari.
La sesta squadra, unica del suo Paese, furono i sudafricani Sharks, terza miglior vincitrice di conference: la seconda sudafricana, i Bulls, nel ranking generale finì dietro persino alle prime non qualificate rispettivamente della conference australiana e neozelandese.
Il preliminare tra la quarta e la quinta del ranking estromise subito gli Chiefs, due volte campioni uscenti e quindi impossibilitati a correre per un terzo titolo consecutivo: i Brumbies sconfissero i neozelandesi per 32-30 alla fine di un incontro molto equilibrato che gli australiani conducevano 32-25 a quattro minuti dalla fine: una meta di Gareth Anscombe al 76' portò i Crusaders sotto di due punti, ma Aaron Cruden fallì la trasformazione e, con essa, la possibilità di pareggiare e andare ai supplementari.
A Durban, lo stesso giorno, gli Sharks eliminarono l'altra neozelandese presente nei preliminari, gli Highlanders, in un incontro altrettanto combattuto che vedeva la squadra ospite condurre 27-25 quando mancavano sette minuti alla fine.
Due calci piazzati di Morné Steyn ribaltarono la situazione e la franchise sudafricana accedette alla semifinale vincendo 31-27.
Molto più netti gli esiti delle semifinali: a Sydney gli Waratahs si imposero nel derby australiano per 26 a 8 al termine di una partita equilibrata fino al primo tempo, in cui i Brumbies si portarono fino all'8-6 grazie a una meta di Speight e un piazzato di Lealiʻifano, ma nella ripresa una meta ciascuno di Kurtley Beale e Bernard Foley e vari punti al piede dello stesso Foley garantirono agli Waratahs l'accesso alla finale per la terza volta nella quale trovarono di nuovo i Crusaders come nelle altre due occasioni in cui si erano presentati all'ultimo atto della competizione, venendone in entrambi i casi sconfitta.
I neozelandesi di Richie McCaw e Dan Carter, infatti, nella loro semifinale a Christchurch regolarono nettamente gli Sharks per 38-6 in una partita mai in discussione in cui gli unici punti sudafricani furono di Patrick Lambie nel primo tempo, a fronte delle 5 mete dei Crusaders.
La finale si tenne allo Stadium Australia di Sydney il 2 agosto.
Gli Waratahs, a parte le due finali perse, non battevano i Crusaders da 10 stagioni, ma lo spettacolare esito dell'incontro cancellò la tradizione negativa degli australiani nel torneo: avanti di 14-0 al quarto d'ora, gli Waratahs allungarono fino al 20-13 all'intervallo, e una meta di Nadolo pareggiò i conti nella ripresa; Colin Slade dalla piazzola portò i Crusaders sul 23-23, ma Adam Ashley-Cooper con una meta poi trasformata di Foley riportò in testa la squadra di casa 30-23; ancora Slade con tre piazzati condusse i Crusaders sul 32-30 all'ottantesimo minuto di gioco, ma proprio a tempo scaduto l'arbitro sudafricano Joubert fischiò contro Richie McCaw un fallo in ruck che valse una punizione per gli Waratahs: Bernard Foley piazzò il calcio tra i pali dando la vittoria per 32-30 alla squadra che vinse il suo primo titolo assoluto del Super Rugby.

### Preliminari
| Arbitro: | Craig Joubert |

|                                          |      |                                                         |
| 6’ White 10’ Coleman 21’ Mogg 60’ Butler | mt   | 34’ Aki 49’ Kerr-Barlow 54’ Nanai-Williams 76’ Anscombe |
| 5’, 9’, 60’ Lealiʻifano                  | tr   | 34’, 49’ Cruden                                         |
| 28’, 44’ Lealiʻifano                     | c.p. | 2’, 41’ Cruden                                          |

| Arbitro: | Steve Walsh |

|                                             |      |                                    |
| 12’ Coetzee 52’ B. du Plessis 55’ Chavhanga | mt   | 31’ Fekitoa 40’ Hames 62’ Burleigh |
| 12’, 52’ F. Steyn                           | tr   | 31’, 40’, 62’ Sopoaga              |
| 2’, 29’, 73’, 79’ F. Steyn                  | c.p. | 25’, 47’ Sopoaga                   |

### Semifinali
| Arbitro: | Glen Jackson |

|                                                         |      |                 |
| 17’ K. Read 49’ Nadolo 65’ Heinz 70’ McNicholl 78’ Todd | mt   |                 |
| 17’, 65’ Carter                                         | tr   |                 |
| 3’, 28’, 31’ Carter                                     | c.p. | 22’, 35’ Lambie |

| Arbitro: | Jaco Peyper |

|                              |      |                 |
| 3’ Alofa 47’ Beale 76’ Foley | mt   | 31’ Speight     |
| 77’ Foley                    | tr   |                 |
| 22’, 40’, 73’ Foley          | c.p. | 38’ Lealiʻifano |

### Finale
| Arbitro: | Craig Joubert |

| |              | |
| Ashley-Cooper 5’, 63’ | mt           | 18’ Todd 43’ Nadolo |
| Foley 63’ | tr           | 18’ Carter 43’ Slade |
| Foley 3’, 11’, 15’, 22’, 38’, 54’, 80’ | c.p.         | 26’, 36’, 49’, 57’, 68’, 76’ Slade |
| · Folau · 74’ Alofa · Ashley-Cooper · Beale · Horne · Foley · 75’ Phipps · Robinson · 42’ Polota-Nau · 65’ Kepu · Douglas · 49’ J. Potgieter · 64’ Hoiles · Hooper · 19’-26’ Palu | Formazioni   | · Dagg · Fonotia 63’ · Crotty 67’-71’ · Carter 30’ · Nadolo · Slade · Ellis 71’ · Crockett 56’ · Flynn 63’ · O. Franks · Bird 63’ · S. Whitelock · McCaw · Todd · K. Read |
| · 42’ Latu · 65’ Ryan · 19’, 49’ 26’ Skelton · 64’ Chapman · 75’ McKibbin · 74’ Betham                                                                                            | Sostituzioni | · Funnell 63’ · Moody 56’ 63’ · Laulala 63’ · Tupou 63’ · Heinz 67’ · Taylor 30’ · McNicholl 63’                                                                          |
| Michael Cheika | Allenatori   | Todd Blackadder |